# Teocotla
Teocotla är en ort i Mexiko.   Den ligger i kommunen Zongolica och delstaten Veracruz, i den sydöstra delen av landet, 240 km öster om huvudstaden Mexico City. Teocotla ligger 1 190 meter över havet och antalet invånare är 251.
Terrängen runt Teocotla är varierad. Runt Teocotla är det ganska tätbefolkat, med 116 invånare per kvadratkilometer. Närmaste större samhälle är Córdoba, 12,5 km norr om Teocotla. I omgivningarna runt Teocotla växer huvudsakligen savannskog.